# Козютовка
Козютовка (укр. Козютівка), село, 
Александровский сельский совет,
Изюмский район,
Харьковская область.
Код КОАТУУ — 6322880503. Население по переписи 2001 года составляет 168 (71/97 м/ж) человек.

## Географическое положение
Село Козютовка находится в 3-х км от реки Мокрый Изюмец (правый берег), на расстоянии в 1 км расположены сёла Александровка и Подвысокое (раньше было частью села Козютовка).
В селе небольшой пруд.

## Экономика
- Молочно-товарная ферма.